# Arsenale militare marittimo di Taranto
L'Arsenale Militare Marittimo di Taranto (Marinarsen Taranto) è, con gli arsenali di Augusta e della Spezia, uno dei tre ancora attivi della Marina Militare Italiana. 
L'arsenale si estende dal borgo sino al ponte Punta Penna, su un territorio di circa 90 ettari, affacciandosi sul Mar Piccolo.
Al suo interno è presente la Mostra Storica Arsenale (Mo.S.A.), esposizione permanente attiva dal 1979, visitabile su prenotazione.

## Storia

L'ingresso dell'Arsenale nel 1922

Fin dal 1865, la necessità della nazione appena unificata di nuove basi navali e di arsenali militari incoraggiò il senatore tarantino Cataldo Nitti a proporre Taranto come sede idonea agli scopi difensivi. 
La commissione nazionale appositamente costituita diede il suo assenso alla proposta, incaricando il capitano di fregata Simone Antonio Pacoret De Saint-Bon di redigere un piano delle opere da realizzare. Il progetto Saint-Bon, dotato di due caserme, un ospedale, sette bacini di carenaggio e sette scali di costruzione non fu mai realizzato a causa del costo troppo elevato.
La costruzione dell'arsenale militare marittimo di Taranto fu comunque decisa dal Parlamento italiano con la legge n. 833 del 29 giugno 1882, per rimediare alla sempre crescente necessità difensiva dell'Italia verso il mar Mediterraneo.
I lavori iniziarono nel settembre del 1883 nel primo seno del Mar Piccolo, seguendo il progetto del generale Domenico Chiodo, di entità ben più modesta rispetto a quello pensato da Saint-Bon, e si conclusero sei anni dopo. L'arsenale fu, infatti, inaugurato 21 agosto 1889 alla presenza di Umberto I di Savoia.
La somma impegnata in questa operazione fu di 9,3 milioni di lire, incluso l'ampliamento del canale navigabile per il collegamento del Mar Piccolo con il Mar Grande.

Durante i lavori, che comportarono la demolizione di antichi edifici come la settecentesca villa Capecelatro, furono portate alla luce strutture di impianti portuali di età classica e necropoli greco-romane ricche di reperti archeologici, molti dei quali furono trafugati.
Per la formazione del personale, la sua qualificazione e riqualificazione è attiva, dal 1913 la Scuola Allievi Operai.
Per venire incontro, soprattutto, alle esigenze di trasporto delle maestranze che operavano nell'arsenale, nel 1922 fu inaugurata la rete tranviaria cittadina, che vedeva un capolinea davanti all'ingresso della struttura, la quale venne dismessa nel 1950.
L'attività di costruzione delle navi militari ebbe inizio nel marzo 1894 e si concluse nel marzo 1967, anno in cui la Marina Militare decise di abbandonare le nuove costruzioni per dedicarsi ai soli compiti di supporto e mantenimento in efficienza della flotta.
Al 15 agosto 1917 vi era una Scuola idrovolanti con 6 Macchi L.1, 1 Macchi L.2 e 4 FBA Type H.
Al 10 giugno 1940 era sede della 142ª Squadriglia Autonoma Ricognizione Marittima e della 3ª Sezione Autonoma Costiera dell'Aviazione ausiliaria per la Marina.
Il 29 aprile 2005, ricordando la storia gloriosa dei sommergibilisti italiani, venne inaugurata nei pressi delle banchine la nuova Scuola sommergibili della Marina Militare, con simulatori di moderna concezione e metodi formativi all'avanguardia, a disposizione anche delle marine alleate operanti al di fuori del bacino mediterraneo.
L'Arsenale occupa un'area di oltre 90 ettari, di cui 70 scoperti, delimitata da un muro di cinta alto 7 metri e lungo 3'250 metri, ed ha un fronte a mare di circa 3 km, da cui si sviluppano 4,5 km di banchine sulla sponda meridionale del Mar Piccolo.
Il territorio è organizzato in quattro aree: l'area della direzione generale, l'area dei sistemi di combattimento a ponente, l'area della piattaforma al centro, l'area dei servizi a levante.
È dotato di 5 bacini galleggianti, i più moderni dei quali possono ospitare unità fino a 6'000 tonnellate, e di 2 bacini in muratura: il Benedetto Brin, costruito nel 1889, e l'Edgardo Ferrati, costruito nel 1916 e che è tra i più grandi in Europa.
.

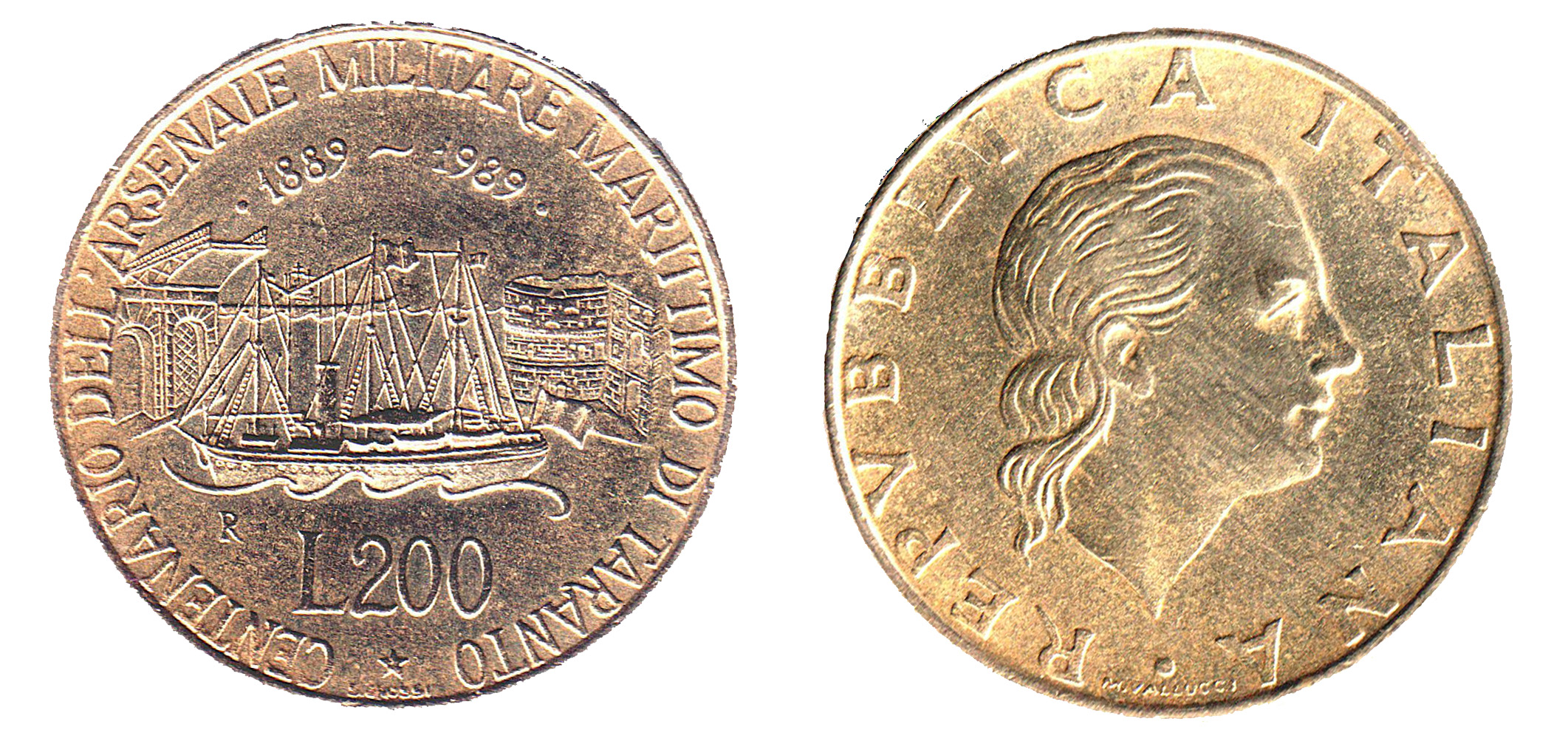
Moneta da 200 lire commemorativa del centenario dell'arsenale militare marittimo di Taranto (1889-1989)

A causa delle sue dimensioni e della sua dislocazione, l'arsenale ha influenzato notevolmente lo sviluppo urbanistico della Taranto moderna. Quello della Direzione generale è l'unico edificio visibile oltre l'alto cancello in ferro battuto e si presenta con un prospetto principale sormontato da un grande timpano triangolare dotato di un orologio meccanico.
All'interno dell'Arsenale è la Mostra Storica Arsenale (Mo.S.A.): una esposizione permanente di cimeli navali aperta al pubblico per visite gratuite e guidate dal lunedì al venerdì.
L'arsenale ha da sempre avuto sulla città un notevole impatto, sia da un punto di vista economico e imprenditoriale sia sociale e urbanistico. Progettato anche per la costruzione di navi militari, durante e dopo i due conflitti mondiali diede un contributo determinante alla riparazione e ricostruzione di unità militari e civili, sia nazionali che alleate.

### La nuova stazione
Già nel dopoguerra, tuttavia, si avvertì l'esigenza di trasferire nel Mar Grande la Stazione Navale, sia per assicurare una maggiore mobilità alla flotta sia per ridurre l'impatto che l'apertura del Ponte Girevole aveva sulla città. Così, con la realizzazione della nuova Stazione Navale inaugurata il 25 giugno 2004, alle banchine del vecchio arsenale rimangono attraccate le navi in disarmo, i sommergibili e le unità necessitanti di lavori.
La nuova stazione si affaccia direttamente sul Mar Grande in località Chiapparo e costituisce la realizzazione più grandiosa per le Forze Armate nel periodo post bellico. L'infrastruttura sorge su un'area demaniale di circa 60 ettari, ed è stata realizzata secondo due blocchi differenti:
- L'esecuzione delle opere a mare, iniziate nel 1989 e completate nel 1995, ha previsto lo scavo di due milioni di metri cubi di terreno per fare posto ad un'ampia darsena e consentire la costruzione di nuovi moli per l'ormeggio di circa venti unità navali, nonché due gallerie che contengono le reti di alimentazione elettrica ed idrica, di trasmissione dati, di imbarco combustibili e di raccolta degli scarichi di bordo;
- L'esecuzione delle opere a terra, iniziate nel 1997 e completate nel 2003, oltre a fornire il supporto logistico continuativo alle unità navali ed al personale, ha previsto la costruzione di officine per la manutenzione delle navi, di magazzini per la conservazione dei materiali, di una torre di controllo per regolare il traffico in ingresso e in uscita dalla rada, di un eliporto e di una rete viaria interna di 4.750 metri.

Nella nuova stazione navale possono essere impiegati fino a 4.000 addetti.

## Personale
Il personale dell'arsenale è costituito da circa 200 militari della Marina e 2'300 civili, impiegati nei numerosi reparti specializzati per le lavorazioni di bordo, da quelle tradizionali, quali costruzioni in ferro, congegnatoria, stampaggio bandiere, a quelle ad elevato contenuto tecnologico, quali revisione e riparazione di impianti missilistici, TLC, radar, riparazione moduli e schede elettroniche.

## Curiosità
Dall'arsenale di Taranto, nel 1945, ha avuto origine l'ultimo focolaio di peste in Europa. La diffusione della malattia è stata provocata dalla presenza di ratti infetti sulle navi degli Alleati.